# استلیوس میگیاکیس
استلیوس میگیاکیس (انگلیسی: Stelios Mygiakis؛ زادهٔ ۵ مهٔ ۱۹۵۲) کشتی‌گیر اهل یونان بود.
وی در مسابقات کشوری و بین‌المللی در مجموع برندهٔ ۳ مدال طلا، ۲ مدال نقره شده‌است.